# Antonio Domínguez de Haro
Antonio Domínguez de Haro (Almuñécar, Granada, 14 de mayo de 1928) es un pintor español. A los 16 años de edad presentó su primera exposición en su tierra con dieciséis obras expresando su interés en el paisaje submarino. La exposición obtuvo el reconocimiento de los medios de comunicación.
Domínguez de Haro se hizo buzo para poder investigar a fondo los mares y de esa manera, poder apreciar y capturar la belleza de los paisajes submarinos. Su obra de arte presenta imágenes de un mundo de ensueño, de belleza y poesía. Se trata de un nuevo mundo que era prácticamente desconocido para el público. Es el mundo orgánico que se encuentra en el fondo de los mares y que Domínguez de Haro quiso plasmar en sus lienzos. Así, revelando los misterios de los mares, al mismo tiempo que apoyando su creencia en la importancia que tuvieron los mares para el comienzo de nuestra existencia y para nuestras vidas actuales.

## De 1947 a 1990
En estos años Domínguez de Haro trasladó su estudio a Madrid, para después trasladarlo de vuelta a la Costa del Sol, en Almuñécar. Al final de una de sus exposiciones en Barcelona se dedicó a viajar por varias ciudades europeas, estudiando los diversos estilos artísticos y tendencias en el viejo continente.
Después de esta etapa, Domínguez de Haro regresó a España donde conoció a su esposa, Celia, a la cual se refiere como “su alma gemela desde muchas vidas atrás". Celia ha sido la madre de sus 3 hijos y el apoyo principal de su proyecto de vida. En una entrevista, se le preguntó a Domínguez de Haro si dentro de su propio trabajo, tenía predilección por alguna de sus obras de arte. Él respondió que sí. Su obra de arte favorita se llama "La dama de los mares" en la que aparece una delicada figura femenina con un extraordinario parecido a su esposa, Celia.

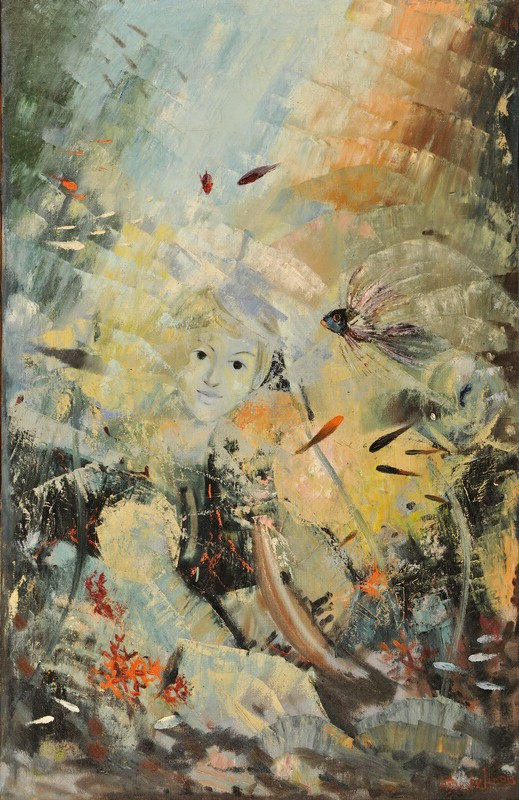
Óleo "La Dama del Mar" de 1958.

En 1960, mientras Domínguez de Haro exponía en Santander, el Museo de Santander compró su obra titulada "El pequeño tesoro". En el mismo año varios ayuntamientos lo invitaron a dar conferencias sobre sus temas artísticos. En diciembre de 1960 Domínguez de Haro fue invitado a mostrar sus obras en la Asociación de artistas de la Coruña' donde se elogió su estilo y técnica. En junio, expone en la Galería de Rivoli de Oviedo con catorce obras, incluyendo varios subtemas acuáticos en acuarelas.
En 1964, una muestra de sus obras tiene lugar en Valladolid con 26 obras. En 1966 se muestran sus obras en Málaga, donde los medios locales lo elogiaron una vez más por su trabajo. En 1969 abre otra exposición con éxito; veintiséis de sus obras consiguieron las mejores críticas en Málaga. En 1971 regresa a Málaga para exponer esta vez veintisiete de sus obras, entre óleos y acuarelas. Luego es invitado a la Galería Romero de Biedma con veinte de sus obras.

### Proceso de actualización
Durante los 3 años siguientes, Domínguez de Haro pasó la mayor parte de su tiempo viajando una vez más por el viejo continente de Europa con el fin de aprender y actualizarse a sí mismo con las últimas tendencias artísticas. Aprender las últimas técnicas, así como explorar las profundidades de los mares..., fue clave para que Domínguez de Haro llevara a cabo su misión de hacer el mar parte de nuestra vida diaria y con un fuerte deseo de hacernos conscientes de la importancia de la existencia de los mares, para así admirarlos y protegerlos... ya que les debemos el respeto y admiración por ser la fuente de energía de dónde venimos.
Hasta este momento, Domínguez de Haro encontró tiempo para exponer su obra de arte en Europa y Estados Unidos, en la Galería de Keller en Alemania, en la exposición de Copenhague y particularmente sus dos exposiciones siguientes en la Universidad de Tulane y la Universidad de Luisiana en Estados Unidos. En Europa, pasó la mayor parte de su tiempo entre Reino Unido y Alemania donde fue reconocido como... el pionero de la pintura bajo el agua.
En este momento de su vida... a través de su amplia experiencia y continuas ganas de aprender, su sensibilidad y su técnica han alcanzado otro nivel para poner a flote los colores y la vida del mar que harán su trabajo insuperable y único dentro del mundo del arte.

## 1990... nació de nuevo. Periodo de iluminación

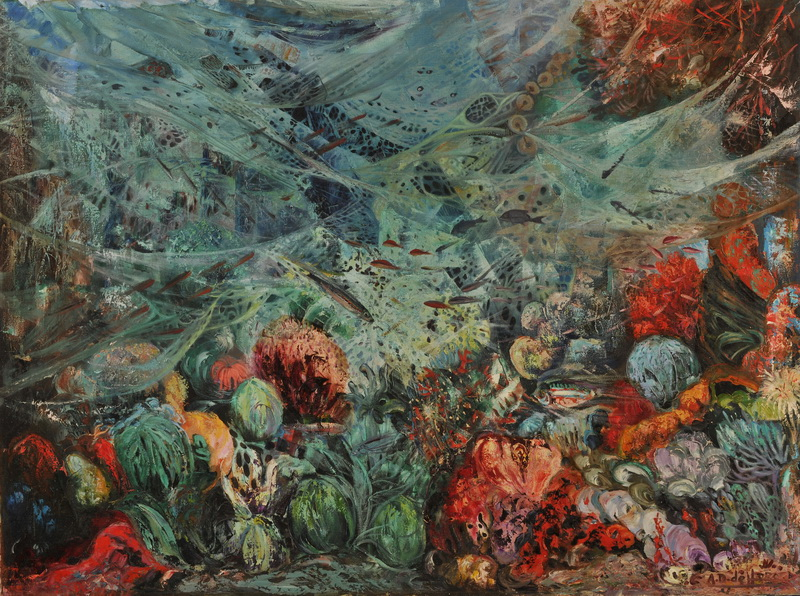
Óleo "La Huella del Hombre" de 1986

La fascinación de Domínguez de Haro por el espectáculo natural de flora y fauna marina fue interrumpida por un trágico accidente de tráfico. Afortunadamente sobrevivió el accidente, pero más de 50 años sumergiéndose bajo las aguas de los mares, se vieron obligados a llegar a su fin el 31 de julio de 1990.

El mar tiene fama de ser peligroso, pero Domínguez de Haro siempre se sintió en el océano como en su propia casa. Con sus propias palabras, donde el “peligro” lo encontró, dijo, fue en la carretera, en un horrible accidente de coche que acabó con su vida durante unos minutos. Se puede decir que Domínguez de Haro emergió del mismo abismo de la muerte. Él mismo cuenta que pudo escaparse de la muerte gracias a los años que pasó pintando el mundo submarino... diciendo que la explicación es simple: trabajando en el océano recibió la forma más pura de energía y precisamente esa energía adquirida directamente de los mares es la que le dio la fuerza para sobrevivir.
Más que nunca después del accidente, Domínguez de Haro quiere comunicar a los demás la intensa "vida interior" que tiene y su capacidad para conectar con el universo. Es un hombre de auténtica espiritualidad, rico en compasión y sensibilidad y que es valiente, y aventurero. Su pasión por la vida se muestra en muchas de sus acciones. Siempre preocupado por los necesitados…y ayudando con su arte y donaciones causas como el cáncer, SIDA y drogas.
Domínguez de Haro se considera un ciudadano del Universo. Tiene su estudio en Almuñécar y una exposición permanente de su obra en Granada. Ahora su obra refleja una búsqueda de otras formas. El cuadro "Las sandalias del pescador", por ejemplo, representan un pez visto por un microscopio antiguo. Domínguez de Haro empezó a ver la vida del mar aún más rica, de manera más nítida y profunda. 

"Un pequeño coral extraído del fondo marino y examinado con una simple lupa, puede servir como modelo de media docena de obras de arte magnificas y completamente diferentes la una de la otra"
Antonio Domínguez de Haro

### La creación de un nuevo estilo...

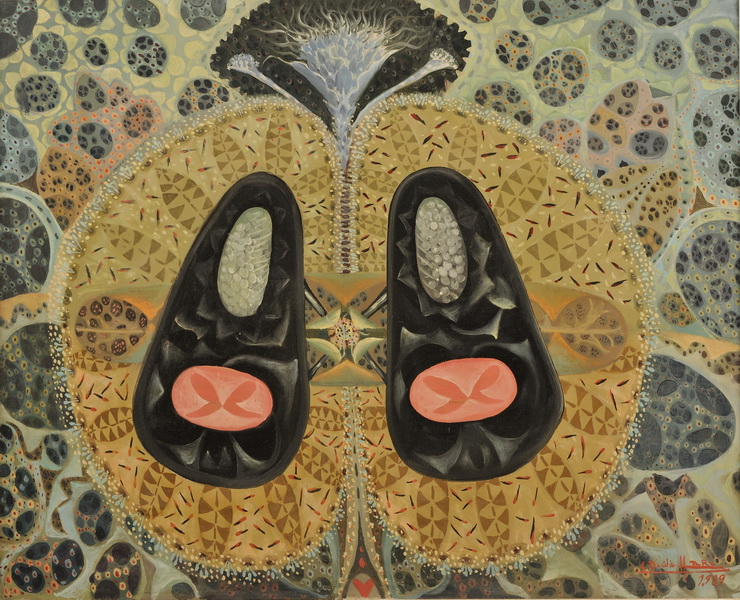
Óleo "Las sandalias del pescador" de 1989

Saliendo de este período con mayor dominio del color y más profundidad en el tema, Domínguez de Haro conquistó la esencia más pura del arte orgánico de manera majestuosa. Su primera colección mostró un período de autenticidad, superación y reflexión donde las imágenes son menos luminosas y el tema es más fuerte. Ahora, Domínguez de Haro captura la vida en los mares sumergiéndose en lo más profundo de su alma donde mantiene vivo cada uno de los momentos que pasó en toda su vida sumergiéndose en los fondos marinos. Los colores son más densos y vivos, pero mezclados. El rojo no es un rojo cualquiera, pero más bien es una mezcla con toda la gama de colores. Su trabajo tiene proyección internacional más que nunca, porque sus cuadros se hallan ahora no sólo en Europa sino también en Asia y América. Su lugar favorito en el mundo para pintar es Almuñécar, la costa de Granada. El artista explica que la tranquilidad del mar permite el sol penetrar las aguas dando unos efectos de color increíbles haciendo Almuñécar un lugar muy único y fuente de inspiración para él. Sin embargo, también admira la belleza única de cada uno de los mares en los que ha estado. Domínguez de Haro viajó bordeando las líneas costeras esperando cada vez con ilusión ese día soleado, perfecto para sumergirse y capturar la luz y el colorido de sus fondos y disfrutando cada minuto de todas las formas de vida y la extraordinaria belleza del mundo submarino.
Cada una de sus obras lleva un mensaje de conservación fuerte y también su preocupación por el futuro de nuestro planeta potencialmente en peligro de ser devastado por la contaminación. En este periodo de iluminación, decidió dedicar cada uno sus pensamientos y acciones para la conservación del océano. Y desarrolló su capacidad de conexión con el universo para comprender que los océanos no están separados sino conectados para formar un solo gran océano.
Su obra está influenciada únicamente por el mismo. Pintar el fondo del mar, le otorga la autonomía de un estilo que es único, el Arte orgánico.

## Actualidad
Mientras tanto la dedicación de su vida no pasa inadvertida. En abril de 2011, hubo una gran ceremonia donde fue honrado con una avenida a su nombre, la Avenida de Domínguez de Haro, la cual está estratégicamente situada, para desembocar en una de las playas preferidas de Domínguez de Haro en la Costa del sol... exactamente en Almuñécar. Anteriormente, fue honrado con el título de "Ilustre" en Almuñécar, y recibió una placa conmemorativa por el Ayuntamiento en el evento "encuentro poético de las Artes". También recibió premios por apoyar el turismo, el premio “Turismo" y por apoyar el mundo orgánico "la Chirimoya verde". Hoy Domínguez de Haro está esperando dos reconocimientos más, la medalla de oro en Granada y el hijo predilecto de Almuñécar.
Benavides, Juan Carlos, Alcalde de Almuñecar (2007-2011) (14 de marzo de 2011). «Durante la inauguración de la Avenida Antonio Dominguez de Haro». Archivado desde el original el 4 de marzo de 2016. «"Hay personas que cuando adquieren prestigio vuelan y se olvidan de sus raíces, todo lo contrario que Antonio Domínguez, quien siempre abanderó su obra llevando bien alto el nombre de Almuñécar, respondiendo con una entrega desinteresada a cualquier petición de colaboración”».
Domínguez de Haro es considerado al pionero de las pinturas submarinas y el arte orgánico. Su sensibilidad y su técnica para poner a flote los colores, y la vida del mar, son insuperables y únicas. Nadie más que el, ha dedicado tantos años para traer la belleza y la majestuosidad del océano a un lienzo, y por lo tanto a nuestras vidas. Su trabajo ha enriquecido las artes plásticas.
El 30 de junio de 2014, la ciudad de Motril situada en la Costa Granadina, le hace un homenaje con una exposición antológica en el palacio de la Condesa de Torre Isabel, donde presenta todo un recorrido por su vida artística con más de 70 obras, desde los años cincuenta hasta la actualidad. http://dominguezdeharo.com/homenaje-y-exposicion-antologica-en-la-ciudad-de-motril-2014/ http://www.costadigital.es/html/sociedad.php?id=10120 (enlace roto disponible en Internet Archive; véase el historial, la primera versión y la última).
El 30 de julio de 2015 presenta su obra en la primera edición de la Feria Internacional de Arte de Marbella ART MARBELLA.
https://web.archive.org/web/20160806174113/http://fairs.itgalleryapp.com/art-marbella/featured_artist/antonio_dominguez_de_haro.html
El 4 de agosto de 2015 Antonio Domínguez de Haro presenta exposicíon en la Casa de la Cultura de Almuñécar que recoge alguna de sus obras con formato de antología y que formarán parte del futuro fondo museístico que proyecta el Ayuntamiento almuñequero para uno de sus  más ilustres pintores. http://www.costadigital.es/html/actualidad.php?id=12190 (enlace roto disponible en Internet Archive; véase el historial, la primera versión y la última). http://dominguezdeharo.com/futuro-museo-dominguez-de-haro-3/
El 30 de noviembre de 2015 Antonio Domínguez de Haro exhibió 17 nuevos lienzos durante la muestra denominada “Art Basel Miami”, en el Four Seasons Hotel de Brickell en Miami USA.  https://europatropical.net/2015/11/26/antonio-dominguez-de-haro-expone-en-estados-unidos/ http://dominguezdeharo.com/dominguez-de-haro-exposicion-en-el-four-seasons-art-basel-miami-2/
El 29 de julio de 2016 regresa de nuevo a la segunda edición de ART MARBELLa, con el bonito lema: "Domínguez de Haro el poeta pintor de los fondos marinos": http://www.artsphoria.com/2016/08/03/dominguez-de-haro-the-poet-painter-of-the-seafloor/
https://web.archive.org/web/20160801151557/https://www.vologlam.com/blog/art-marbella-2016-antonio-dominguez/ http://www.ideal.es/granada/culturas/201607/29/pintor-dominguez-haro-vuelve-20160728001231.html
Debido al gran éxito obtenido en la anterior edición de Art Basel Miami, el resort Four Seasons le invita de nuevo a participar  en diciembre de 2016 y esta vez, Domínguez de Haro invita a participar y hacer una exhibición en conjunto a su gran amigo  y prestigioso exponente del pop art, en USA, Romero Britto, el título de la exposición llevará el lema: "Underwater Dreams to Life in Color" http://www.travelandtourworld.com/news/article/antonio-dominguez-de-haro-and-romero-britto-exhibition-opens-at-four-seasons-hotel-miami/ (enlace roto disponible en Internet Archive; véase el historial, la primera versión y la última). http://www.zimbio.com/pictures/f9kfTZdA52M/Underwater+Dreams+Life+Color+Art+Exhibit+Featuring
El 5 de mayo de 2017 y tras dos años triunfando en Miami, Four Seasóns invita a Domínguez de Haro a participar con ellos en sociedad y crear la Galería de Arte Domínguez de Haro. Donde actualmente se puede visitar su obra todo el año.
http://www.lanota-latina.com/antonio-dominguez-haro-el-poeta-del-mar-inaugura-galeria-en-miami/ http://www.mujerlatinausa.com/miami-nuevo-amanecer-antonio-dominguez-haro/ http://www.diariolasamericas.com/sociales/inauguran-importante-galeria-arte-brickell-n4122105 http://miamiextrema.com/el-pintor-espanol-antonio-dominguez-de-haro-inauguro-galeria-en-miami/?platform=hootsuite (enlace roto disponible en Internet Archive; véase el historial, la primera versión y la última).

## Reconocimientos
- Galardonado con el Título "Ilustre" de Almunécar (Almuñécar, Granada)
- Galardonado con una Avenida con su nombre. Avenida Domínguez de Haro (enlace roto disponible en Internet Archive; véase el historial, la primera versión y la última). Almuñécar, Granada (Costa Granadina)
- Recibe el Premio "Turismo" Archivado el 3 de marzo de 2016 en Wayback Machine.
- Placa commemorativa por el Ayuntamientode Almuñécar Almuñécar. evento: festival poético de las artes. (Almuñécar, Granada)

## Exhibiciones
- Galería Domínguez de Haro 2017 Miami, USA. http://dominguezdeharo.com/galeria-arte-dominguez-haro-miami-usa/
- Excellence Art gallery 2017 http://dominguezdeharo.com/excellence-art-gallery-marbella-antologica-1960-2014/
- Art Basel Miami 2016 http://www.zimbio.com/pictures/f9kfTZdA52M/Underwater+Dreams+Life+Color+Art+Exhibit+Featuring
- Art Marbella 2016 http://www.ideal.es/granada/culturas/201607/29/pintor-dominguez-haro-vuelve-20160728001231.html
- Art Basel Miami 2015  http://dominguezdeharo.com/dominguez-de-haro-exposicion-en-el-four-seasons-art-basel-miami-2/
- Casa de la cultura Almuñecar 2015 http://www.costadigital.es/html/actualidad.php?id=12190 (enlace roto disponible en Internet Archive; véase el historial, la primera versión y la última).
- Art Marbella 2015 https://web.archive.org/web/20160806174113/http://fairs.itgalleryapp.com/art-marbella/featured_artist/antonio_dominguez_de_haro.html
- Palacio de la condesa de Torre Isabel 2014 (Motril) http://www.costadigital.es/html/sociedad.php?id=10120 (enlace roto disponible en Internet Archive; véase el historial, la primera versión y la última).
- EXHIBICIÓN PERMANENTE (Granada, España)
- Exhibición Casa de la Cultura (enlace roto disponible en Internet Archive; véase el historial, la primera versión y la última). (Almuñécar, Granada)
- Exhibición Galería Carmar (Almuñécar, Granada)
- Exhibición retrospectiva en Casa de la Cultura Archivado el 3 de marzo de 2016 en Wayback Machine. (Almuñécar)
- Collective Gallery Skoda (Barcelona)
- Sala de la Caja de Soria y Salamanca (Soria)
- Cultural Center la General (Motril, Granada)
- Ixchell Museum (Guatemala, Centro América)
- Collective Galería Sánchez (Granada)
- Galería Vera (Granada)
- Sala de Arte Van Dyck (Gijón)
- Club Náutico (Laredo)
- Galería de Arte S’Art (Sevilla)
- Caja de Ahorros de Almuñécar (Granada)
- Galería Xauen (Granada)
- Caja General de Ahorros (Almuñécar)
- Eureka Art Gallery (Madrid)
- Paulus Gallery, Stuttgart (Alemania)
- Gallery Kunsthausle (Alemania)
- Gallery am eck Offenburg (Alemania)
- Gallery Long, Nueva Orleans (Estados Unidos)
- University Center Gallery (Estados Unidos)
- Chobhan Srey Gallery (Inglaterra)
- Caja de Ahorros de Almuñécar (Granada)
- Caja Provincial (Granada)
- Caja de Ahorro de Ronda (Málaga)
- Galería Mozart-Trum. Darmstadt (Alemania)
- Centro Artístico (Granada)
- Centro Artístico (Granada)
- Galería de Arte al-Ándalus (Granada)
- Universidad de Luisiana (Estados Unidos)
- Universidad de Tulane (Estados Unidos)
- Galería Vanting, Copenhague (Dinamarca)
- Keller Gallery , Fráncfort del Meno (Alemania)
- Galería Picasso (Málaga)
- Galería Romero de Biedma (Granada)
- Caja de Ahorros de Málaga (Málaga)
- Casa de Cultura Francisco Villaespes (Almería)
- Museo de Santander
- Sala Busquet (Barcelona)
- Galería Den Frie (Copenhague, Dinamarca)
- Caja de Ahorros de Salmanca (Valladolid)
- Caja de Ahorros de Asturias (Gijón)
- Sala Rivoli (Oviedo)
- Asociación de Artistas (La Coruña)
- Sala Dintel (Santander)
- Sala los Madrazo (La Coruña)
- Sala Dintel (Santander)
- Sala los Madrazo (Madrid)
- Casa de la Cultura (Oviedo)
- Asociación de Artistas de La Coruña (La Coruña)
- Sala el Mediterráneo (Almuñécar, Granada)